# Liste antiker Ortsnamen und geographischer Bezeichnungen/Tu
| Lateinischer Name                                            | Griechischer Name                     | Beschreibung                                                                | Heute                                                                    | Quellen und Verweise | Lage |
| ------------------------------------------------------------ | ------------------------------------- | --------------------------------------------------------------------------- | ------------------------------------------------------------------------ | -------------------- | ---- |
| Tuaesis                                                      |                                       |                                                                             |                                                                          | Smith;               |      |
| Tuati Vetus                                                  |                                       |                                                                             |                                                                          | Smith;               |      |
| Tubantes                                                     |                                       |                                                                             |                                                                          | Smith;               |      |
| Tubucci                                                      |                                       |                                                                             |                                                                          | Smith;               |      |
| Tuburbo Majus                                                |                                       |                                                                             |                                                                          | Smith;               |      |
| Tubusuptus                                                   |                                       |                                                                             |                                                                          | Smith;               |      |
| Tucaba                                                       |                                       |                                                                             |                                                                          | Smith;               |      |
| Tucca                                                        | Τοῦκκα (Toukka)                       | Stadt in Mauretania Caesariensis                                            |                                                                          | Smith (1);           |      |
| Tucca                                                        | Τοῦκκα (Toukka)                       | Stadt in Numidia                                                            |                                                                          | Smith (3);           |      |
| Tucca Terebenthina, Thucca Terebenthina, Thugga Terebenthina | Τοῦκκα (Toukka)                       | Stadt in Byzacena                                                           | östlich von Maktar in Tunesien                                           | Pleiades; Smith (2); |      |
| Tucci                                                        | Τοῦκκι (Toukki)                       | Stadt in Hispania Baetica                                                   | Tejada la Nueva bei Escacena del Campo in Spanien                        | Smith;               |      |
| Tucci, Colonia Augusta Gemella Tuccitana                     |                                       | Stadt in Hispania Baetica                                                   | Martos in der Provinz Jaén in Spanien                                    |                      |      |
| Tucris                                                       |                                       |                                                                             |                                                                          | Smith;               |      |
| Tude                                                         |                                       |                                                                             |                                                                          | Smith;               |      |
| Tuder                                                        |                                       |                                                                             |                                                                          | Smith;               |      |
| Tuerobis                                                     |                                       |                                                                             |                                                                          | Smith;               |      |
| Tuficum                                                      |                                       |                                                                             |                                                                          | Smith;               |      |
| Tugeni                                                       |                                       |                                                                             |                                                                          | Smith;               |      |
| Tugia                                                        |                                       |                                                                             |                                                                          | Smith;               |      |
| Tugiensis Saltus                                             |                                       |                                                                             |                                                                          | Smith;               |      |
| Tuiciae                                                      |                                       |                                                                             |                                                                          | Smith;               |      |
| Tulcis                                                       |                                       |                                                                             |                                                                          | Smith;               |      |
| Tulingi                                                      |                                       |                                                                             |                                                                          | Smith;               |      |
| Tuliphurdum                                                  |                                       |                                                                             |                                                                          | Smith;               |      |
| Tulisurgium                                                  |                                       |                                                                             |                                                                          | Smith;               |      |
| Tullica                                                      |                                       |                                                                             |                                                                          | Smith;               |      |
| Tullonium                                                    |                                       |                                                                             |                                                                          | Smith;               |      |
| Tullum                                                       |                                       |                                                                             |                                                                          | Smith;               |      |
| Tunes                                                        | Τύνης (Tynēs)                         | Stadt in Africa proconsularis                                               | Tunis in Tunesien                                                        | Smith;               |      |
| Tungri                                                       | Τοῦγγροι (Toungroi)                   | germanischer Volksstamm                                                     | Siedlungsgebiete am Niederrhein                                          | Smith;               |      |
| Tunnocelum                                                   |                                       |                                                                             |                                                                          | Smith;               |      |
| Tuntobriga                                                   |                                       |                                                                             |                                                                          | Smith;               |      |
| Turaniana                                                    |                                       |                                                                             |                                                                          | Smith;               |      |
| Turba                                                        |                                       | Stadt in Hispania Tarraconensis                                             |                                                                          | Smith;               |      |
| Turba, Tarba                                                 |                                       | Stadt der Bigerriones in Gallia Aquitania                                   | Tarbes in Frankreich                                                     | Smith;               |      |
| Turbula                                                      |                                       |                                                                             |                                                                          | Smith;               |      |
| Turcae                                                       |                                       |                                                                             |                                                                          | Smith;               |      |
| Turcilingi                                                   |                                       |                                                                             |                                                                          | Smith;               |      |
| Turdetani                                                    | Τουρδητανοί (Tourdētanoi)             | iberischer Volksstamm in Hispania Baetica                                   | Tal des Guadalquivir                                                     | Smith;               |      |
| Turduli                                                      |                                       |                                                                             |                                                                          | Smith;               |      |
| Turecionicum                                                 |                                       |                                                                             |                                                                          | Smith;               |      |
| Turia, Turium                                                |                                       | Fluss in Hispania Tarraconensis                                             | Turia in Spanien                                                         | Smith;               |      |
| Turiaso                                                      |                                       |                                                                             |                                                                          | Smith;               |      |
| Turicum, Turegum                                             |                                       | Stadt der Helvetier                                                         | Zürich in der Schweiz                                                    | Smith;               |      |
| Turiga                                                       |                                       |                                                                             |                                                                          | Smith;               |      |
| Turissa                                                      |                                       |                                                                             |                                                                          | Smith;               |      |
| Turmodigi                                                    |                                       |                                                                             |                                                                          | Smith;               |      |
| Turmogum                                                     |                                       |                                                                             |                                                                          | Smith;               |      |
| Turmuli                                                      |                                       |                                                                             |                                                                          | Smith;               |      |
| Turnacum                                                     |                                       |                                                                             |                                                                          | Smith;               |      |
| Turobrica                                                    |                                       |                                                                             |                                                                          | Smith;               |      |
| Turodi                                                       |                                       |                                                                             |                                                                          | Smith;               |      |
| Turones                                                      |                                       | keltisches Volk in der Provinz Gallia Lugdunensis                           | Siedlungsgebiete an der Loire in Frankreich                              | Smith;               |      |
| Turoni                                                       | Τούρωνοι (Tourōnoi)                   | Volk in Germanien                                                           | möglicherweise nördlich des Mains                                        | Smith;               |      |
| Turoqua                                                      |                                       |                                                                             |                                                                          | Smith;               |      |
| Turres                                                       |                                       | Ort in Moesia superior                                                      | Pirot in Serbien                                                         | Smith;               |      |
| Turres                                                       |                                       | Ort in der Nähe von Hippo Regius in Nordafrika                              |                                                                          | Pleiades;            |      |
| Turriga                                                      |                                       |                                                                             |                                                                          | Smith;               |      |
| Turrim                                                       |                                       |                                                                             |                                                                          | Smith;               |      |
| Turris                                                       |                                       | Stadt in Byzacena                                                           | zwischen Tunis und Majaz al Bab in Tunesien                              |                      |      |
| Turris Augusti                                               |                                       | Ort in Hispanien                                                            | Torres do Oeste bei Catoira in Spanien                                   |                      |      |
| Turris Blanda                                                |                                       | Ort in Byzacena                                                             |                                                                          |                      |      |
| Turris Caesaris                                              |                                       | Ort an der Küste von Apulien                                                | etwa bei Polignano a Mare                                                |                      |      |
| Turris Caesaris                                              |                                       | Ort in Numidien, an der Straße von Sigus nach Cirta                         |                                                                          | Smith (1);           |      |
| Turris Calarnea, Arnai                                       |                                       | Ort in Thrakien                                                             | nördlich des heutigen Arnea auf der Halbinsel Chalkidiki in Griechenland |                      |      |
| Turris Euphranta                                             |                                       | siehe Euphranta                                                             |                                                                          |                      |      |
| Turris Hannibalis                                            |                                       | Festung im Gebiet von Karthago                                              |                                                                          | Smith (3);           |      |
| Turris Libisonis                                             | Πύργος Λιβύσσωνος (Pyrgos Libyssōnos) | Hafenstadt auf Sardinien                                                    | Porto Torres                                                             | Smith;               |      |
| Turris Mailiorum Arelliorum                                  |                                       | Ort in Byzacena                                                             | westlich von Mareth in Tunesien                                          |                      |      |
| Turris Rutunda                                               |                                       | Ort in Africa proconsularis                                                 |                                                                          |                      |      |
| Turris Stratonis                                             |                                       | Siedlung an der phönizischen Küste, Vorläufersiedlung von Caesarea Maritima |                                                                          | Smith;               |      |
| Turris Tamalleni                                             |                                       | Ort in Mauretania Caesariensis                                              | zwischen den Salzseen Chott el Djerid und Chott el Fedjadj in Tunesien   | Smith (4);           |      |
| Turris ad Algam                                              |                                       | Ort in Tripolitanien                                                        | südöstlich von Tripolis in Libyen                                        |                      |      |
| Turris et Taberna                                            |                                       | Ort an der Großen Syrte                                                     | vermutlich westlich von Ras Lanuf beim Flughafen Matratin in Libyen      |                      |      |
| Turrus Fluvius                                               |                                       |                                                                             |                                                                          | Smith;               |      |
| Turulis                                                      |                                       |                                                                             |                                                                          | Smith;               |      |
| Turum                                                        |                                       |                                                                             |                                                                          | Smith;               |      |
| Turuntus                                                     |                                       |                                                                             |                                                                          | Smith;               |      |
| Turuptiana                                                   |                                       |                                                                             |                                                                          | Smith;               |      |
| Tusca                                                        |                                       |                                                                             |                                                                          | Smith;               |      |
| Tuscana, Tuscania                                            |                                       | Stadt in Etruria                                                            | Tuscania in Italien                                                      | Smith;               |      |
| Tusci                                                        |                                       |                                                                             |                                                                          | Smith;               |      |
| Tuscia                                                       |                                       | anderer Name für Etruria                                                    | Tuszien in Italien                                                       | Smith;               |      |
| Tusculanum                                                   |                                       |                                                                             |                                                                          | Smith;               |      |
| Tusculum                                                     | Τούσκουλον (Touskoulon)               | Stadt in Latium                                                             | in den Albaner Bergen, östlich von Frascati                              | Smith;               |      |
| Tuscum Mare                                                  |                                       |                                                                             |                                                                          | Smith;               |      |
| Tutatio                                                      |                                       |                                                                             |                                                                          | Smith;               |      |
| Tuthoa                                                       |                                       |                                                                             |                                                                          | Smith;               |      |
| Tutia                                                        |                                       |                                                                             |                                                                          | Smith;               |      |
| Tutia                                                        |                                       |                                                                             |                                                                          | Smith;               |      |
| Tuticum                                                      |                                       |                                                                             |                                                                          | Smith;               |      |
| Tutzis                                                       |                                       |                                                                             |                                                                          | Smith;               |      |